# Overo-Lethal-White-Gen

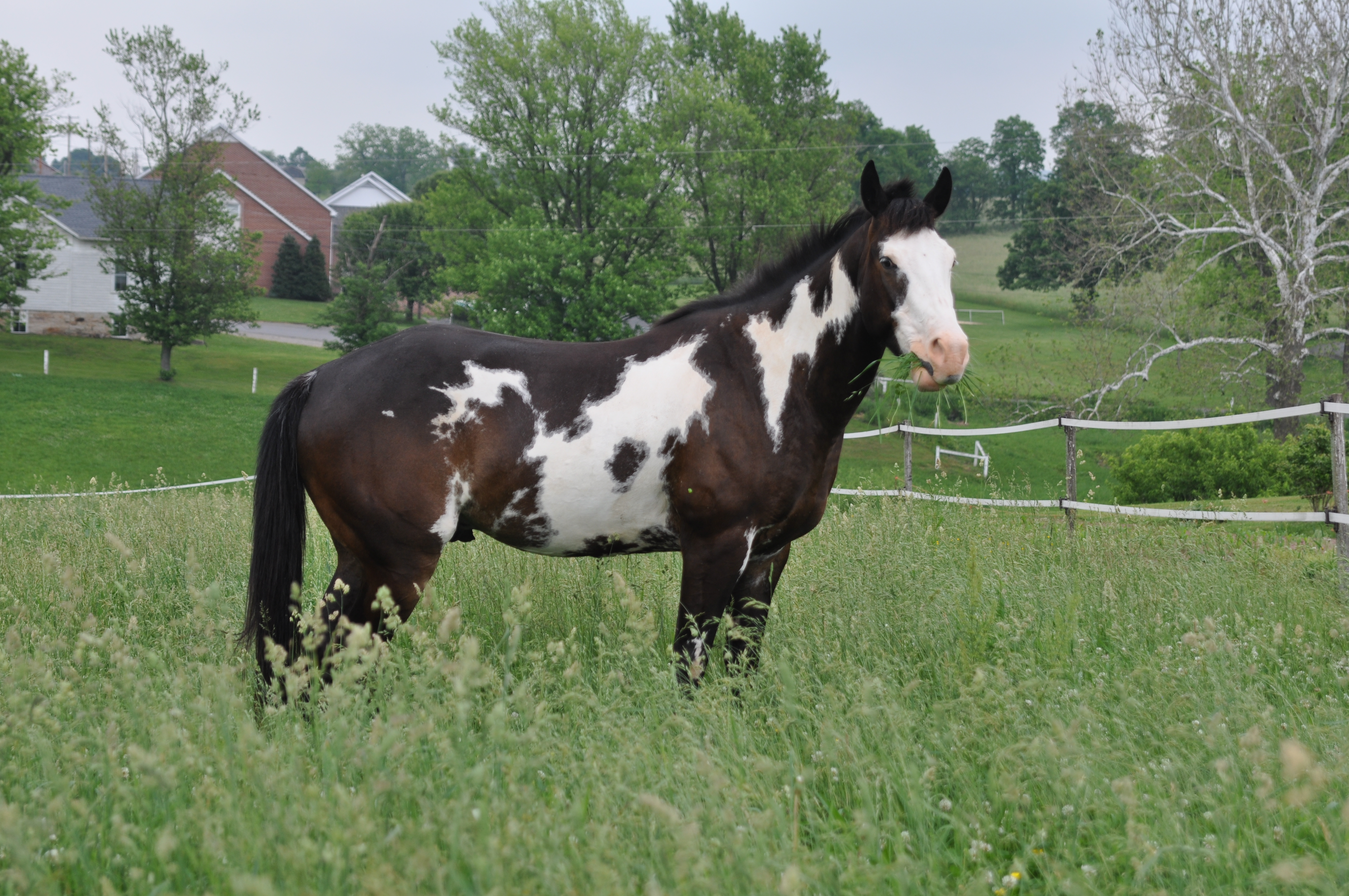
Rahmenschecke

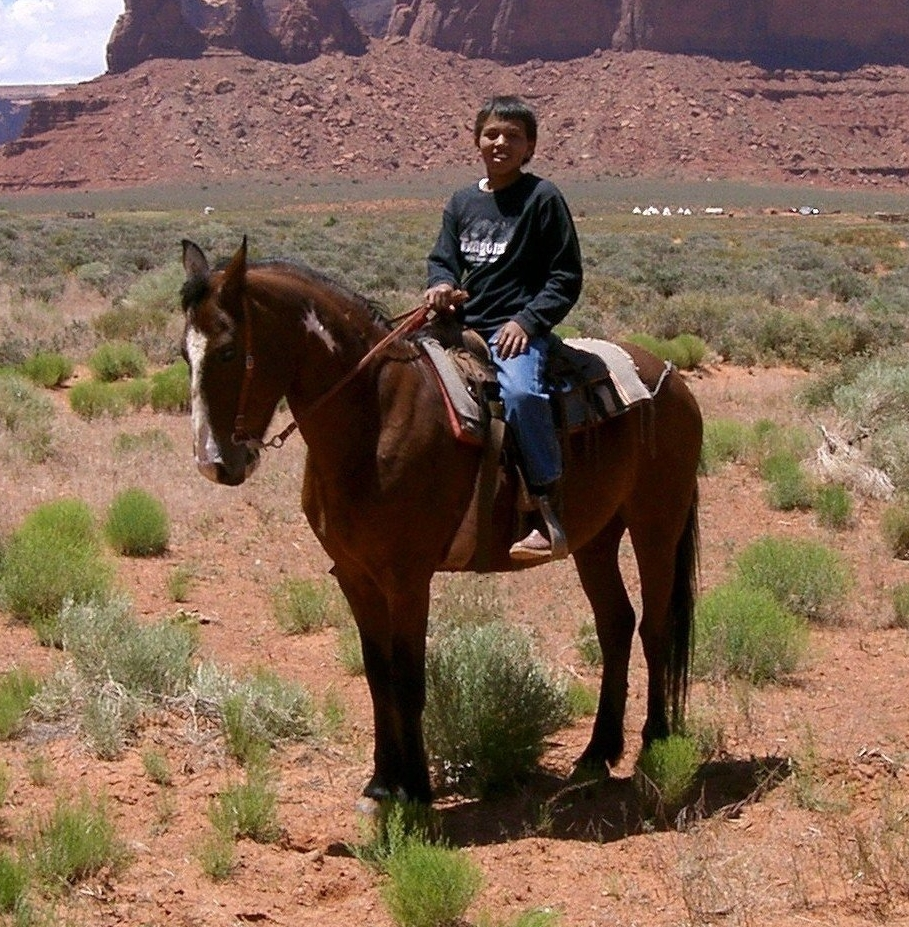
Navajojunge auf einem minimalen Rahmenschecken, erkenntlich am Fleck am Hals

Das Overo-Lethal-White-Gen ist ein Gen, welches bei der Vererbung der Fellfarbe bei Pferden beteiligt ist. Es vererbt sich unvollständig dominant und verursacht durch eine Mutation des Endothelin-Rezeptor-B-Locus Leuzismus. Ein Pferd, welches dieses Gen nur einmal erhält, ist gewöhnlich ein Rahmenschecke und ist gesund. Wird das Lethal-White-Gen von beiden Elterntieren vererbt, liegt also homozygot vor, führt es zum Overo-Lethal-White-Syndrom (OLWS).

## Aussehen
Die phänotypische Ausprägung des Overo-Lethal-White-Gen ist sehr variabel. Sie reicht von einfarbig bis zu stark gescheckt. Die Muster können von kleinen Flecken bis hin zu großen, unregelmäßigen Scheckungen reichen, die den gesamten Körper bedecken können. Große Kopfabzeichen sind häufig. Untypisch sind dagegen weiße Beine, die bei anderen Scheckungen sonst oft zu finden sind.
Die Scheckung kreuzt die Rückenlinie für gewöhnlich nicht.
Die Bezeichnung Rahmenschecke (engl.: „Frame-Overo“) stammt daher, dass sich der weiße Anteil der Scheckung an der Seite des Pferdekörpers und Halses befindet und durch die dunklen Stellen wie eingerahmt wirkt.
Pferde mit OLW, die zusätzlich andere Schecken-Gene, wie Tobiano, Splashed White oder White Spotting-Gene tragen, haben einen größeren Weißanteil, was bis zu einem komplett weißen Fell führen kann.

## Rassen

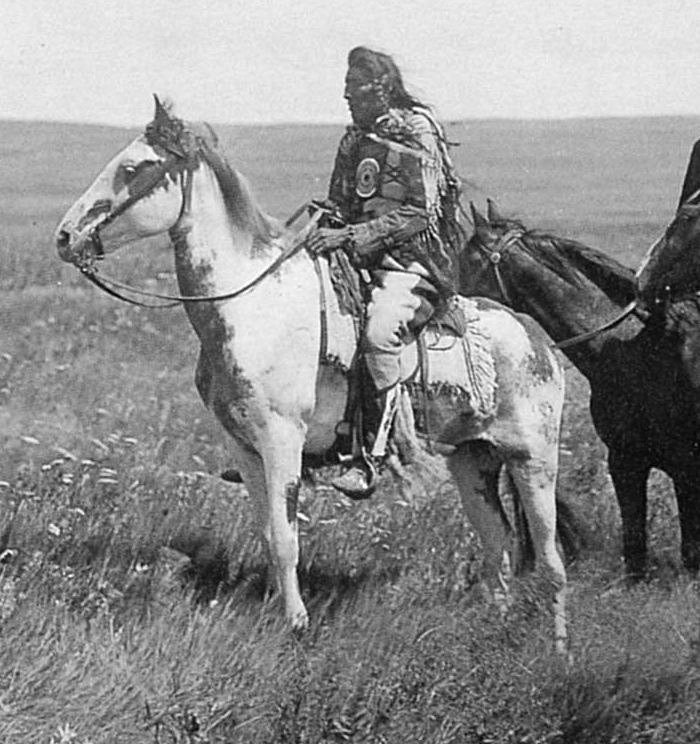
Blackfoothäuptling auf einem Rahmenschecken

Die Entstehung der Mutation wird in Amerika verortet. Bekannt für die Scheckung ist vor allem das Paint Horse, ebenso wurden aber auch Pferde der Rassen Quarter Horse, Englisches Vollblut, Appaloosa, Tennessee Walker und Saddlebred positiv getestet.
Durch Einkreuzung des Englischen Vollbluts ist das Gen auch in der modernen Warmblutzucht vorhanden.

## Overo Lethal White Syndrome (OLWS)
Wird das Lethal-White-Gen von beiden Elterntieren vererbt, liegt also homozygot vor, führt es zum OLWS (Overo Lethal White Syndrome). Solche Fohlen sind nahezu bis komplett weiß, scheinen direkt nach der Geburt gesund und munter. Da die Nervenzellen jedoch nicht korrekt aus dem Neuralrohr ausgewandert sind, ist der Magen-Darm-Trakt nicht ausreichend mit Nervenzellen versorgt. Sie fehlen am Ende des Dünndarms, im Blinddarm und dem gesamten Dickdarm. Das führt innerhalb des ersten Lebenstags zu einem Darmverschluss, weswegen der Dickdarm sich ausdehnt (Megacolon) und schließlich zu einer Kolik führt. Die Fohlen sind nicht überlebensfähig und versterben innerhalb der ersten Lebenstage oder werden euthanasiert.
Jede Verpaarung von zwei Pferden jeweils mit Overo-Lethal-White-Gen hat eine Wahrscheinlichkeit von 25 % für ein OLWS-Fohlen. Deshalb ist es ratsam, alle Pferde, bei denen das Gen vorkommen könnte, vor dem Zuchteinsatz zu testen.

Das Lethal-White-Foal-Syndrom entspricht der Hirschsprungschen Krankheit beim Menschen.

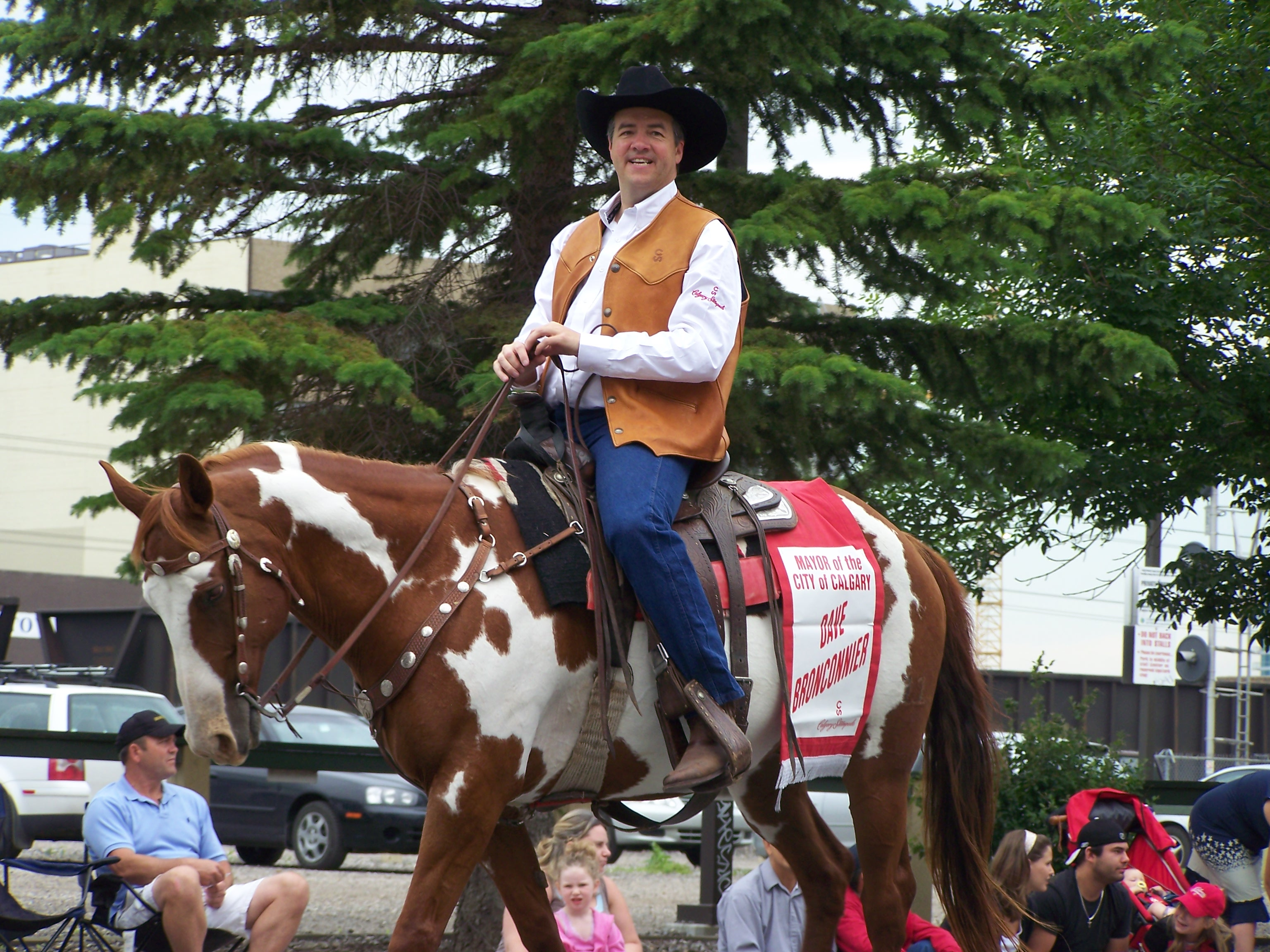
Rahmenschecke

## Andere Overo-Scheckungen
Neben dem Overo-Lethal-White-Gen gibt es noch andere Gene, die eine Overo-Scheckung hervorrufen können. Beispielsweise wird auch der Splashed White Overo dem Formenkreis der Overoscheckung zugeordnet, obwohl er eine andere genetische Ursache hat. Ebenso wurden Sabinoschecken dem Overo-Formenkreis zugeordnet.